# Ithier (évêque de Nantes)
Pour les articles homonymes, voir Ithier.
Ithier ou Itherius,  mort le 28 décembre 1147, est un évêque de Nantes du XIIe siècle.

## Biographie
Ithier (ou Itherius) est d'abord  prieur puis abbé de l'abbaye de Bourgueil en 1126. Il se démet de sa fonction en 1134 et est nommé évêque de Nantes en 1142. La Gallia Christiana indique qu'il meurt le 28 décembre 1147 (« V des calendes de janvier »)  selon l'obituaire de l'abbaye Saint-Aubin d'Angers.